# Arrondissement Mâcon
Arrondissement Mâcon je francouzský arrondissement ležící v departementu Saône-et-Loire v regionu Burgundsko. Člení se dále na 10 kantonů a 124 obcí.

## Kantony
- Cluny
- La Chapelle-de-Guinchay
- Lugny
- Mâcon-Centre
- Mâcon-Nord
- Mâcon-Sud
- Matour
- Saint-Gengoux-le-National
- Tournus
- Tramayes